# Jacques Mourioux
Jacques Mourioux (Saint-Michel-sur-Orge, 6 marzo 1948) è un ex ciclista su strada e pistard francese, professionista dal 1970 al 1976.

## Carriera
Gregario di Raymond Poulidor, riuscì ad ottenere alcune vittorie su strada,  e su pista, dove conquistò quattro sei giorni, tre delle quali in coppia con Alain Van Lancker.

## Palmares

### Strada
- 1971

Tour de la Region Transfrontalier
- 1972

Giro del Nivernais
- Giro di Carcassonne

### Pista
- 1969

Sei giorni di Montreal (con Alain Van Lancker)
- 1970

Sei giorni di Bruxelles (con Peter Post)
- 1971

Sei giorni di Grenoble (con Alain Van Lancker)
- 1974

Sei giorni di Grenoble (con Alain Van Lancker)

## Piazzamenti

### Grandi Giri
- Tour de France

1972: 58°
1973: 76°
1974: 80°